# St. Martin (Thaining)

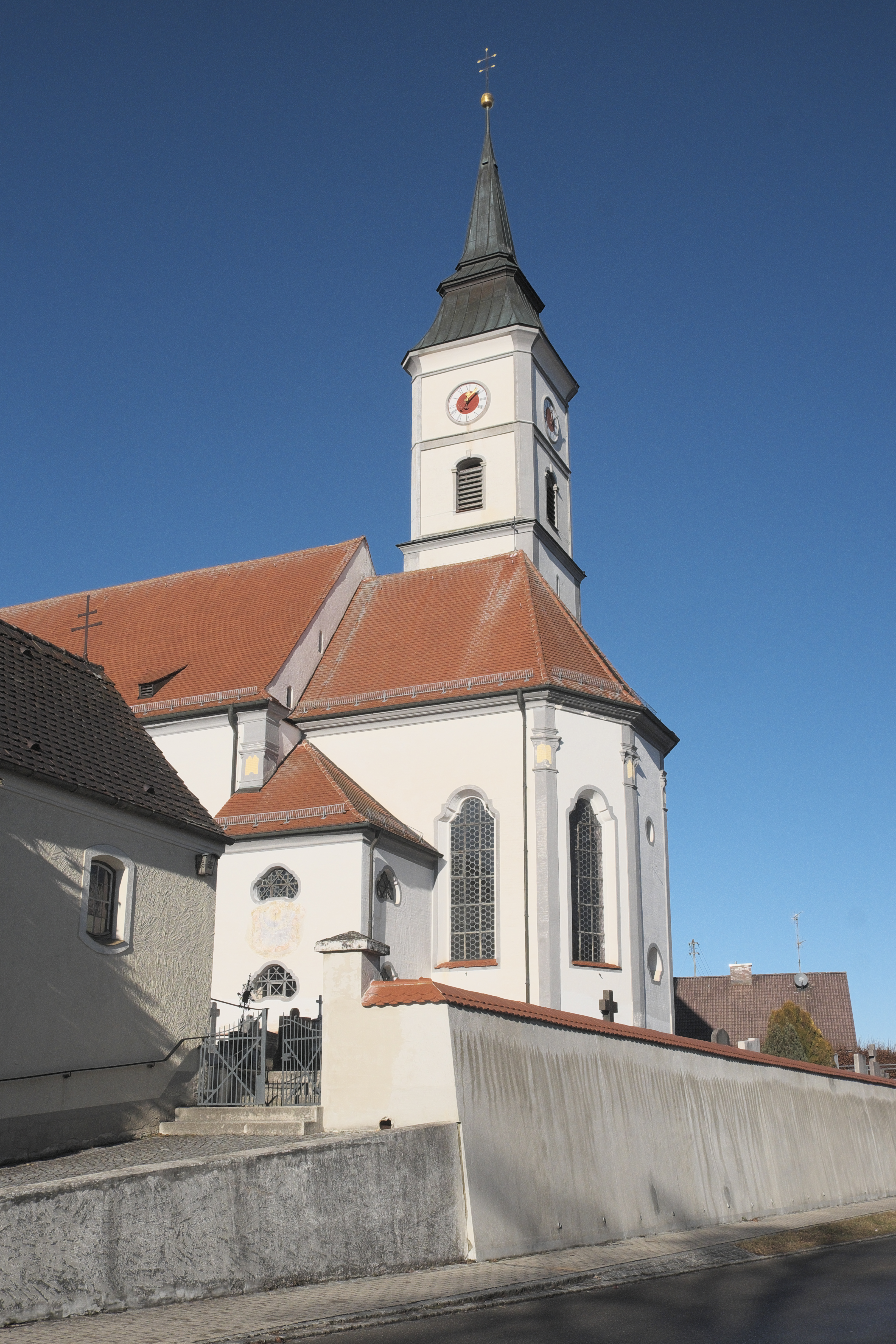
Pfarrkirche St. Martin

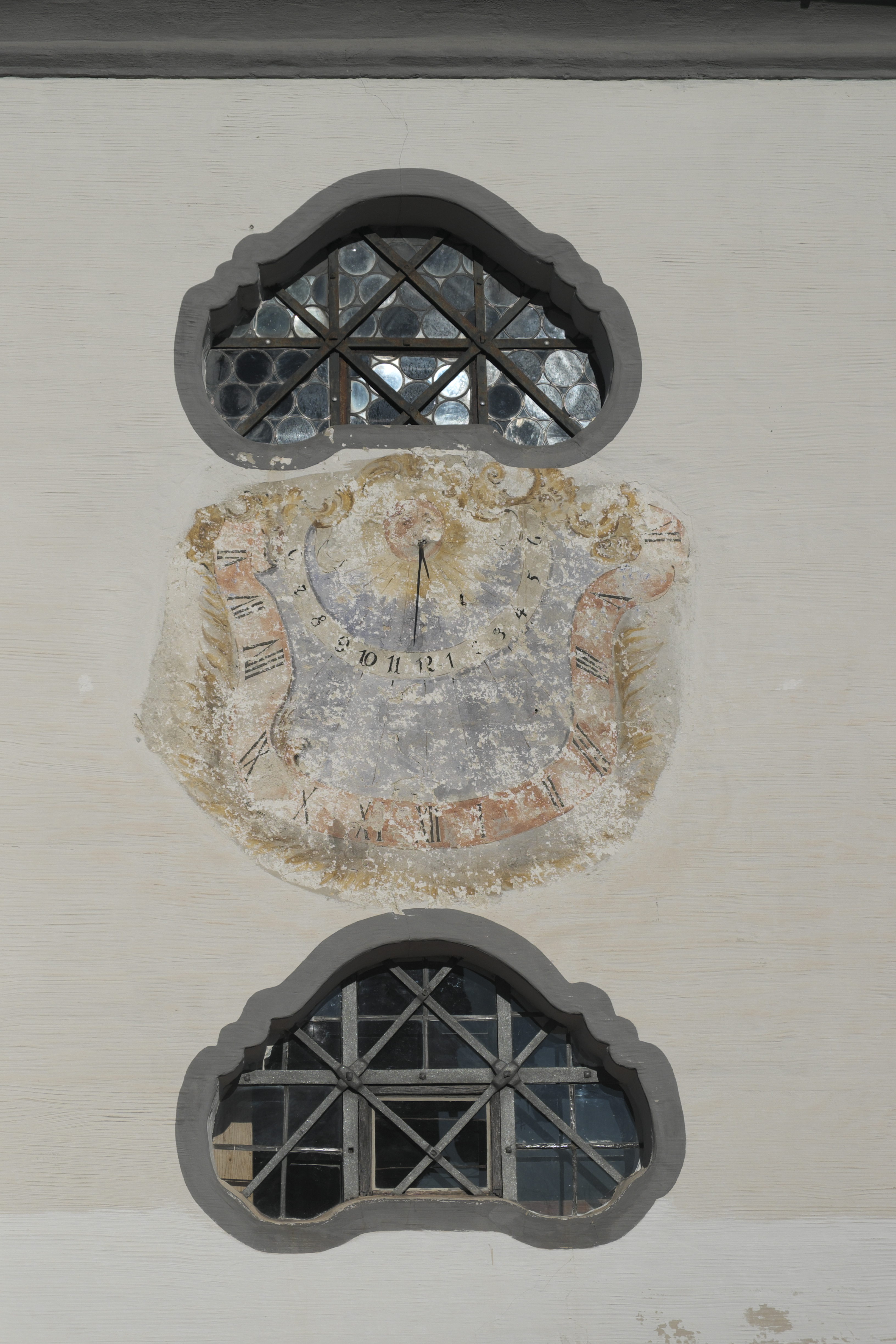
Nierenfenster und Sonnenuhr an der Sakristei

Die katholische Pfarrkirche St. Martin in Thaining, einer Gemeinde im oberbayerischen Landkreis Landsberg am Lech, wurde in der zweiten Hälfte des 18. Jahrhunderts an der Stelle einer spätgotischen Vorgängerkirche errichtet. Die Kirche ist dem heiligen Martin von Tours geweiht und gehört zum Bistum Augsburg. Sie liegt erhöht über der Mitte des Ortes und wird von einem Friedhof umgeben. Die Thaininger Martinskirche gehört zu den geschützten Baudenkmälern in Bayern.

## Geschichte
Ein erster Pfarrer ist in Thaining bereits für das Jahr 1070 belegt. Im Jahr 1490 wurde eine Vorgängerkirche geweiht, die vermutlich an der Stelle einer romanischen Chorturmkirche errichtet worden war. Diese Kirche wurde in den Jahren 1762 bis 1764 unter der Leitung des Landsberger Baumeisters Nikolaus Schütz, eines Schülers von Dominikus Zimmermann, vollständig durch einen Neubau im Stil des Rokoko ersetzt. Die Weihe der neuen Kirche erfolgte 1770. Der Turm wurde 1783/84 durch den ebenfalls aus Landsberg stammenden Maurermeister Rochus Schelkle fertiggestellt.

## Architektur

### Außenbau
Den Außenbau gliedern ein umlaufendes Traufgesims und farbig abgesetzte Eckpilaster. Die hohen Fenster sind dreipassförmig geschweift, der Chorscheitel wird oben von einem kleinen Rundfenster und unten von einem muschelförmigen Fenster durchbrochen.
Im nördlichen Chorwinkel erhebt sich der über 48 Meter hohe Glockenturm, der von einem abgesetzten Spitzhelm gedeckt und von Ecklisenen und Gesimsen gegliedert wird. Auf den unteren Stockwerken sind zahlreiche schmale, schießschartenartige Öffnungen eingeschnitten, das Glockengeschoss weist auf allen vier Seiten je eine große, von einem Korbbogen gerahmte Schallöffnung auf.
Im südlichen Chorwinkel steht die doppelstöckige, mit einem Zeltdach gedeckte Sakristei. Sie wird von kleinen, barock geschweiften Nierenfenstern durchbrochen. Westlich der Sakristei, an der Südseite des Langhauses, sind der Außenaufgang zur Kanzel und ein Vorzeichen angebaut. Ein weiteres Vorzeichen befindet sich an der Nordseite des Langhauses.

### Innenraum
Der Innenraum, ein weiträumiger Saalbau, besteht aus einem vierachsigen Langhaus und einem eingezogenen Chor mit Dreiachtelschluss. Chor und Langhaus werden von flachen Stichkappentonnen gedeckt. Die Wände gliedern auf hohen Sockeln stehende und nur wenig aus der Wand ragende Pilaster mit korinthisch inspirierten Volutenkapitellen und kräftigen Gebälkstücken. Ein stark abgeflachter Korbbogen führt zum zweijochigen Chor, der sich auf beiden Seiten zu einem Oratorium öffnet. Den westlichen Abschluss des Langhauses bildet eine auf Holzpfeilern aufliegende Doppelempore mit geschwungenen Brüstungen.

## Stuck und Malereien

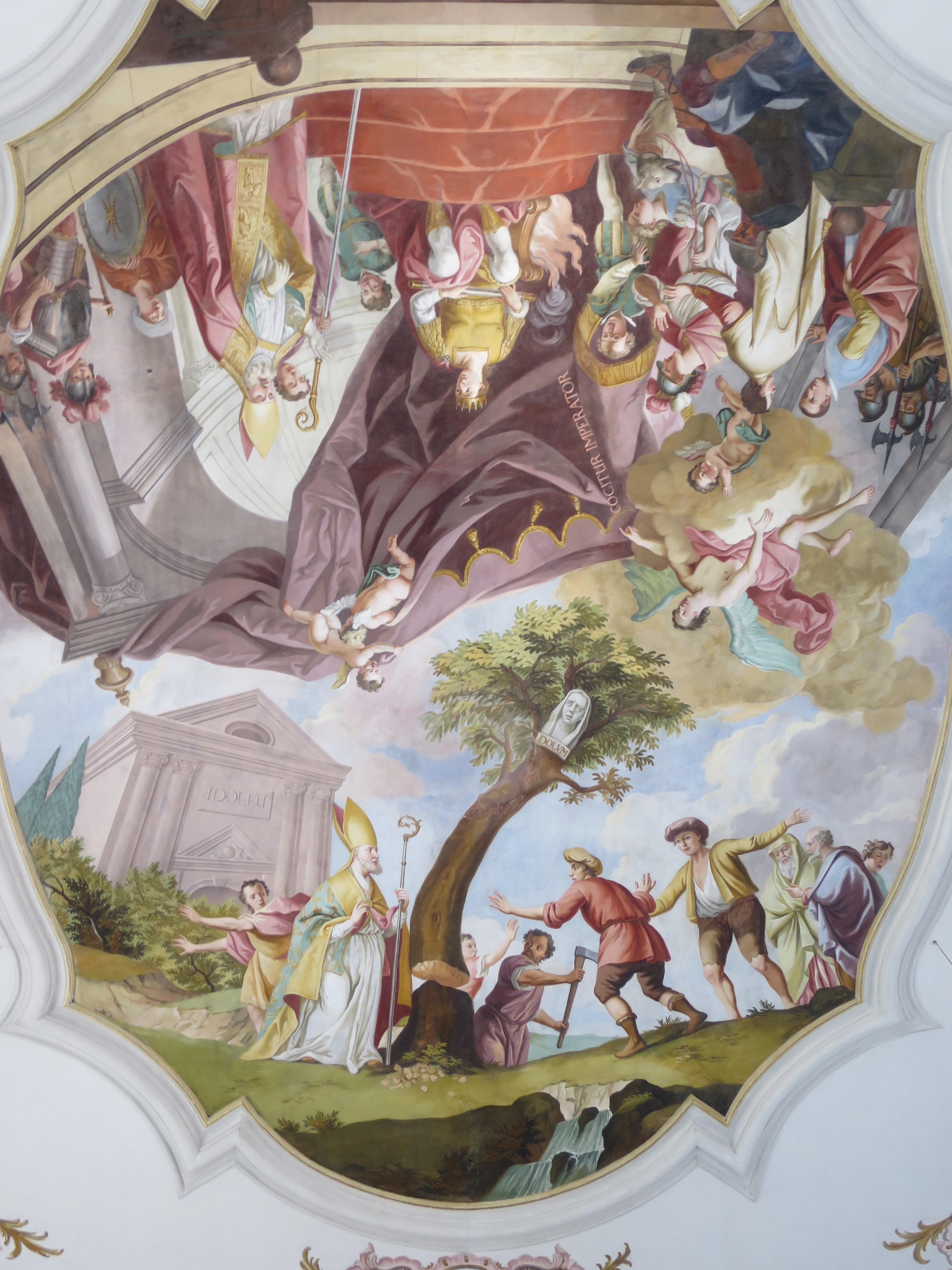
Baumwunder unten, oben Martin vor dem Kaiser Magnus Maximus

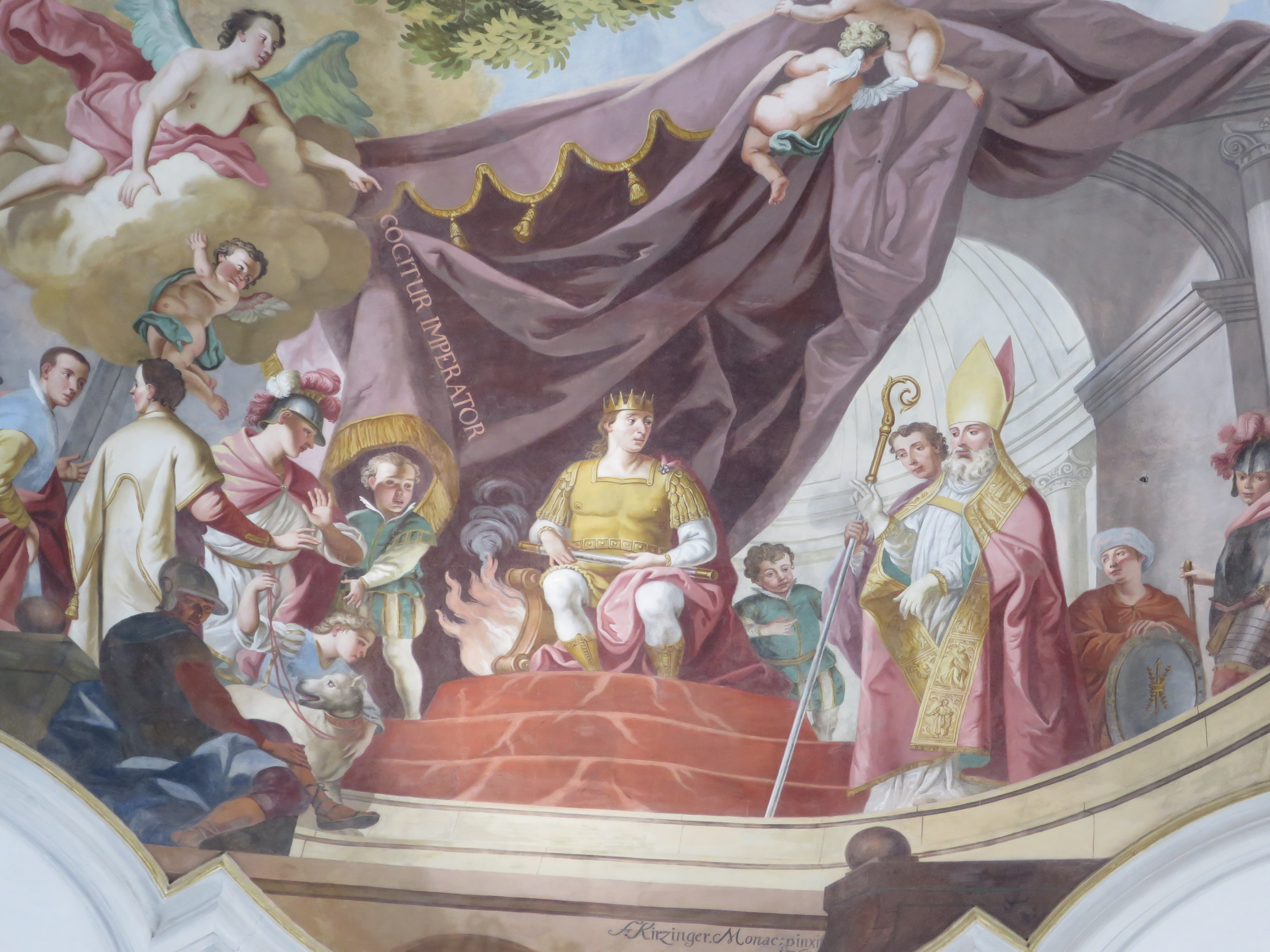
Martin vor dem Kaiser Magnus Maximus

Der Stuck, der sich auf das Gewölbe im Chor und die Kapitelle der Pilaster beschränkt, wurde vom Baumeister Nikolaus Schütz selbst ausgeführt. Im Langhaus ist der Stuckdekor nur aufgemalt.
Die Fresken sind der Legende des heiligen Martin, des Kirchenpatrons, gewidmet. Sie sind mit der Jahreszahl 1764 bezeichnet und wurden von dem Münchner Maler Franz Kirzinger geschaffen. Auf dem Deckenfresko im Chor ist der heilige Martin als Fürsprecher vor der Dreifaltigkeit dargestellt, auf den  beiden Bildern im Langhaus wird an das Baumwunder erinnert und man sieht den Kirchenpatron vor Kaiser Magnus Maximus in Trier. Über der Empore ist die Mantelteilung dargestellt und vor dem Chorbogen der Tod des Heiligen. Die seitlichen Kartuschen im Chor enthalten weitere Szenen aus dem Leben des heiligen Martin, im Langhaus sind zwei Wunder zu sehen sowie jeweils paarweise die vier lateinischen Kirchenväter Ambrosius, Gregor der Große, Augustinus und  Hieronymus und die vier Evangelisten Lukas, Johannes, Markus und Matthäus.
An den Brüstungen der Oratorien sind links eine Pestprozession im Jahr 1649 und auf der rechten Seite die Steinigung des heiligen Stefanus dargestellt.

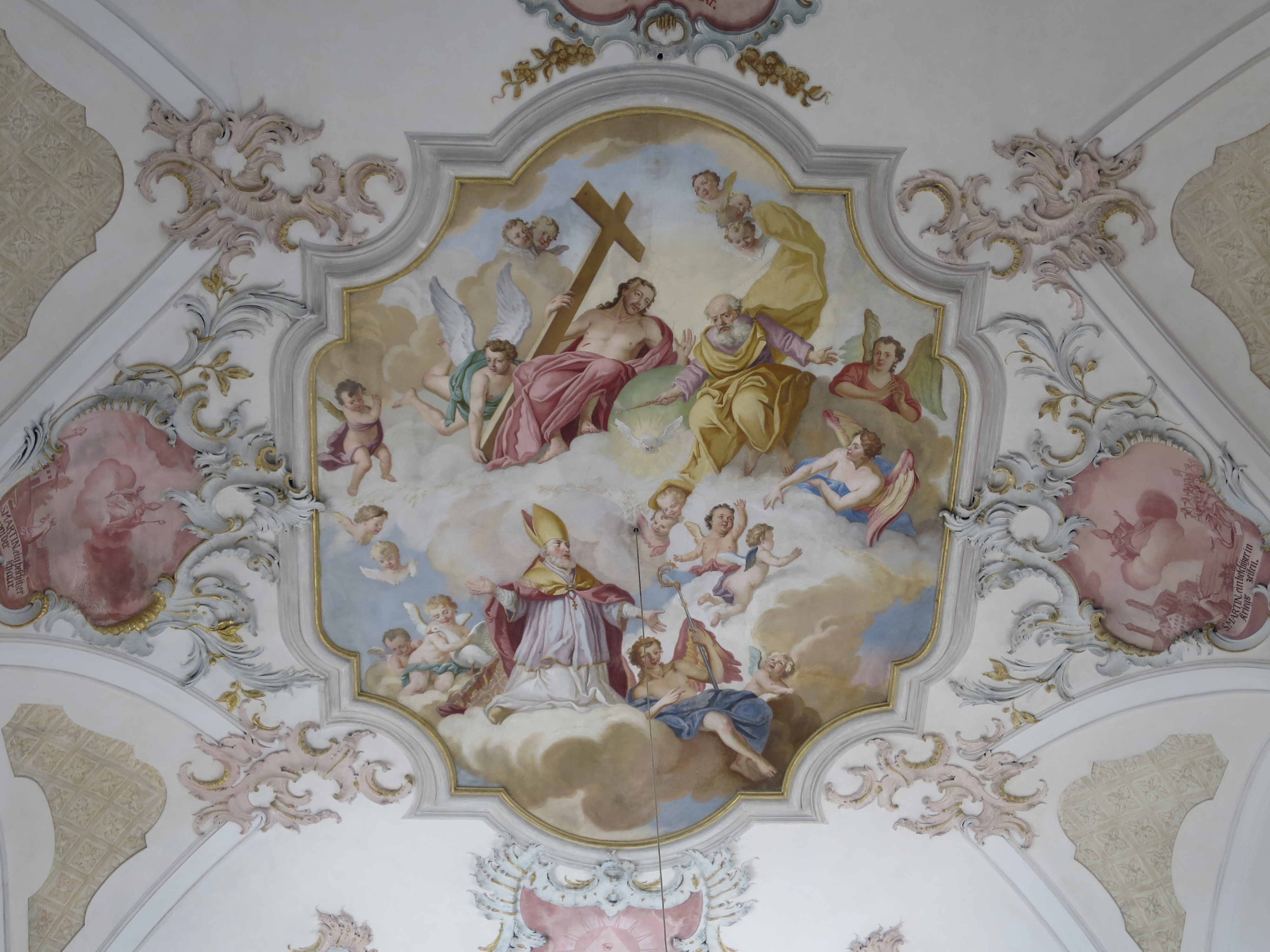
Heiliger Martin als Fürbitter
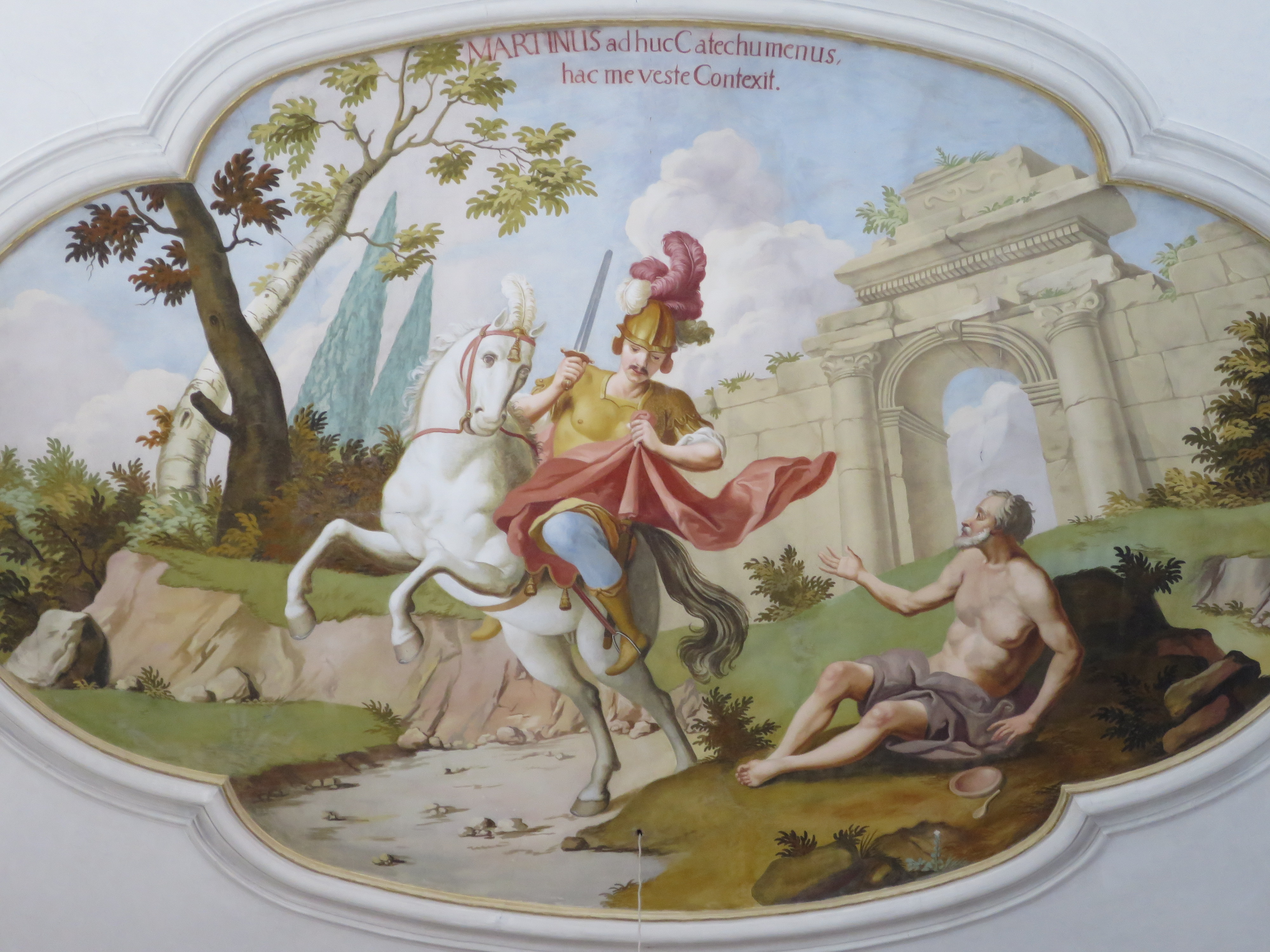
Mantelteilung
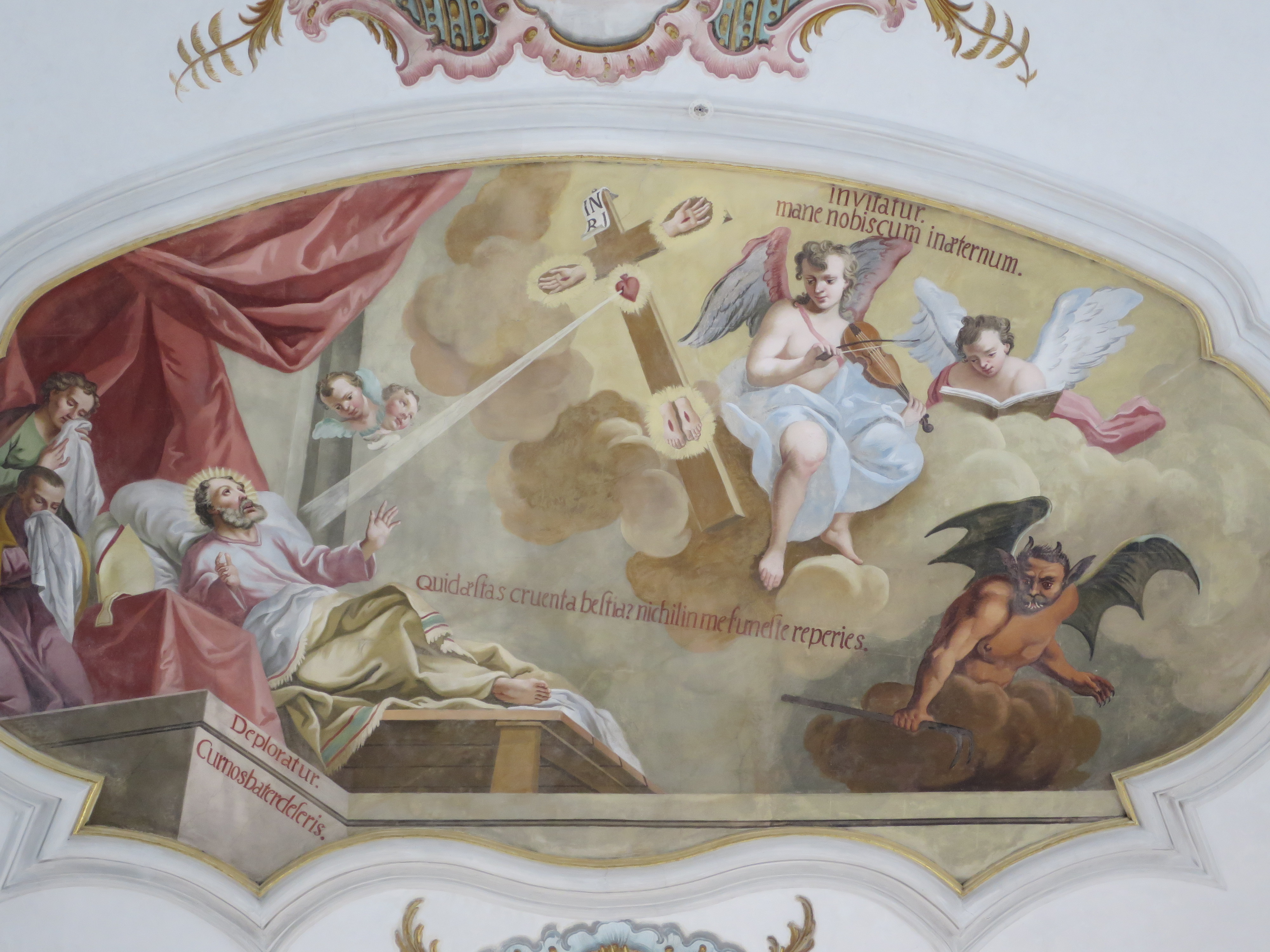
Tod des heiligen Martin

## Ausstattung

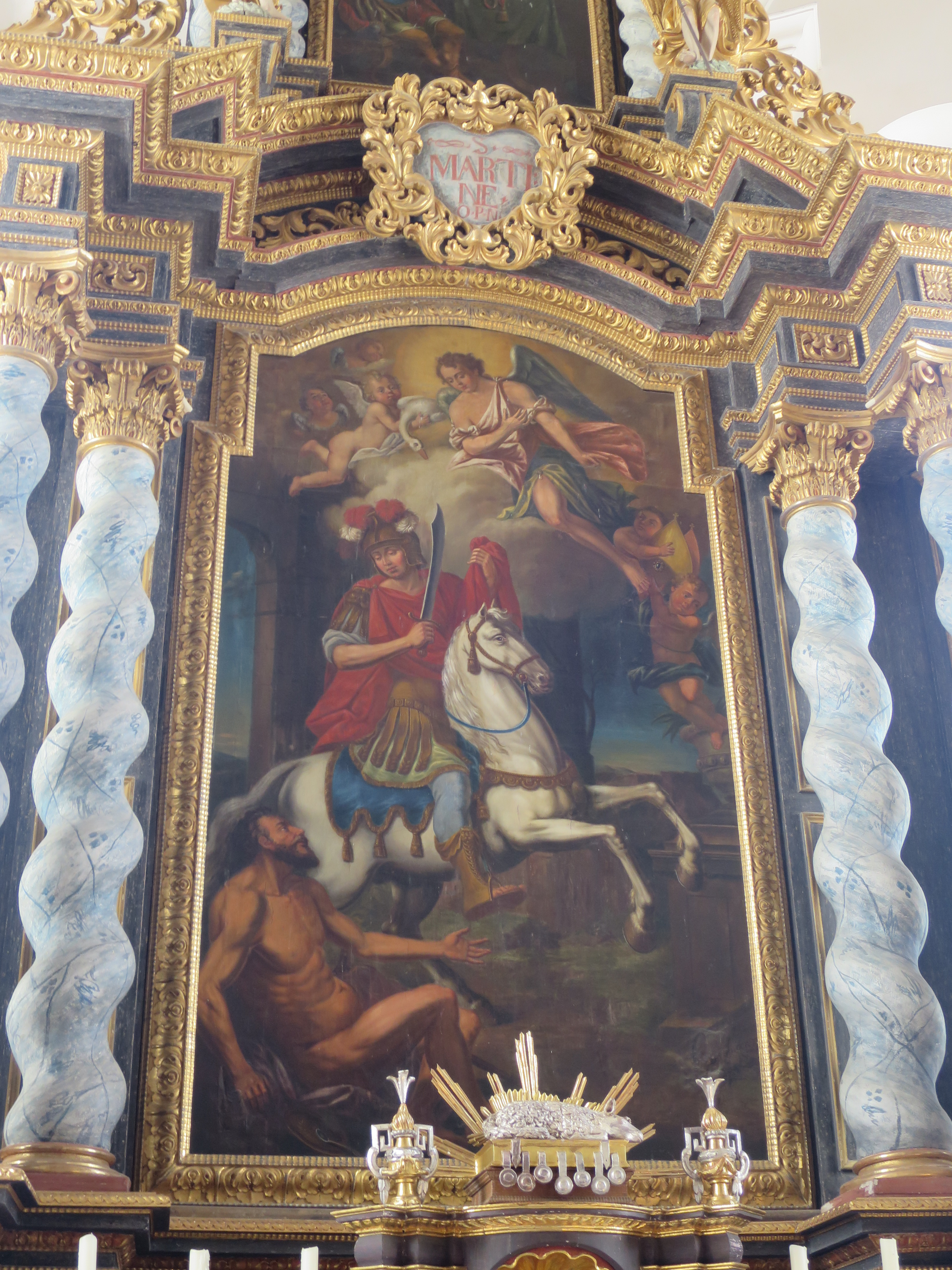
Hochaltar

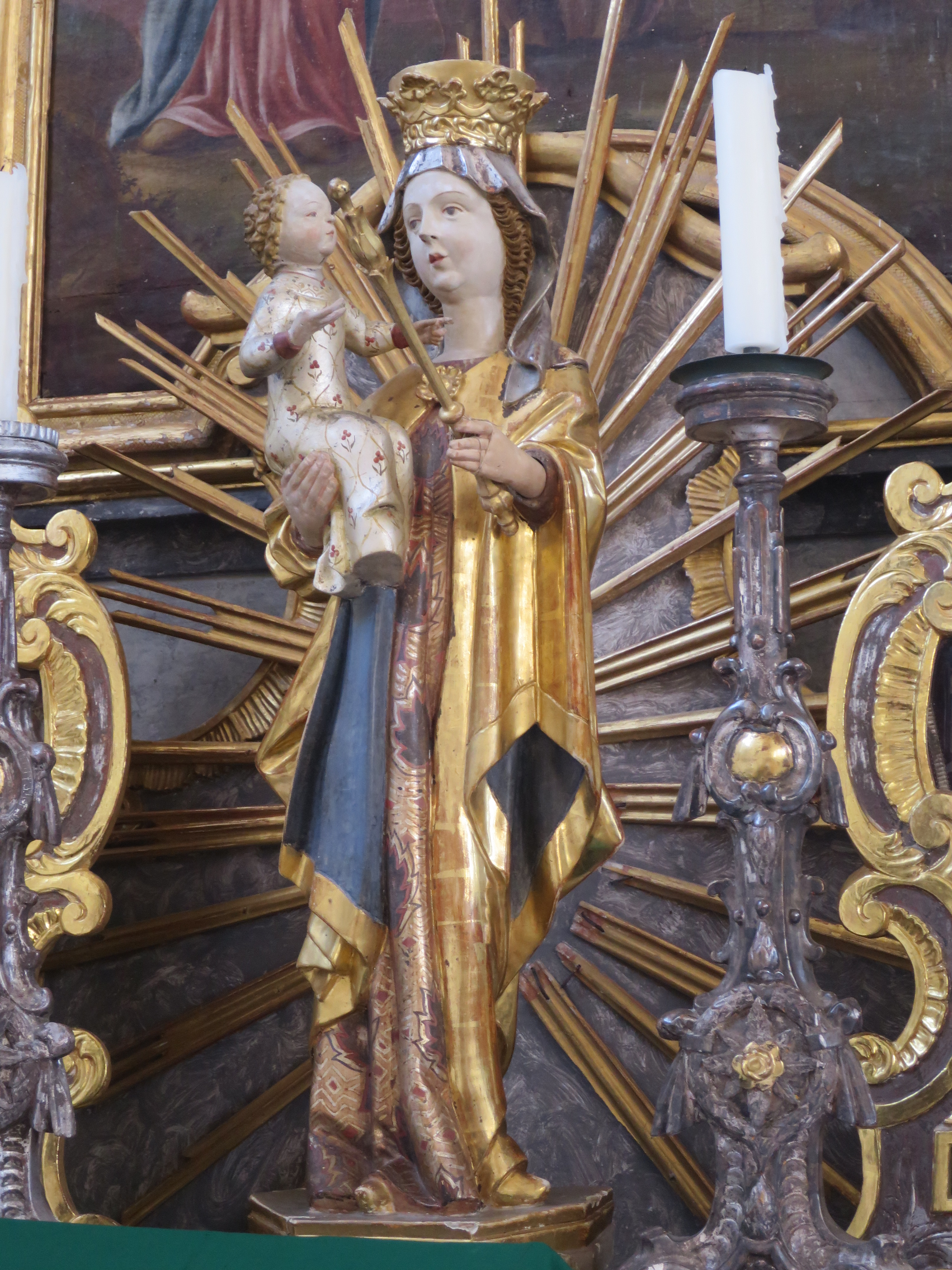
Gotische Madonna mit Kind

- Der sechssäulige Hochaltar mit seinen gedrehten, blau marmorierten Säulen und seinem aufwändig geschnitzten, vom Erzengel Michael bekrönten Auszug wurde 1724 von Heinrich Hett aus Dießen am Ammersee ursprünglich für die Pfarrkirche St. Remigius in Raisting geschaffen und kam 1773 nach Thaining. Das Altarblatt mit der Darstellung der Mantelspende des heiligen Martin wurde wie das Auszugsbild, das die Traumvision des Kirchenpatrons zeigt, von Franz Kirzinger gemalt.
- Die beiden 1768 entstandenen Schnitzfiguren seitlich des Hochaltars, der heilige Johannes Nepomuk und der heilige Laurentius, stammen noch aus der Bauzeit der Kirche.
- Die Seitenaltäre wurden um 1790 von Anton Fichtner angefertigt, die Altargemälde wurden 1814 von Peter Schmid aus Pflugdorf ausgeführt. Am linken Altar ist die Kreuzigung Christi und am rechten Altar die Taufe Jesu dargestellt. Die teilvergoldeten Schnitzfiguren am rechten Altar werden der Luidl-Werkstatt in Landsberg zugeschrieben, die Skulpturengruppe der Anna selbdritt aus der Zeit um 1700 Lorenz Luidl und die Halbfiguren zweier Bischöfe aus der Zeit um 1730 seinem Sohn Johann Luidl.
- Die weiß gefasste und teilvergoldete Kanzel von 1791 ist ebenfalls eine Arbeit von Anton Fichtner. Der Posaunenengel aus demselben Jahr auf dem Schalldeckel stammt von Nikolaus Hartl, die vier Putti am Kanzelkorb sind vermutlich bereits um 1710 entstandene Arbeiten von Johann Luidl.
- Zur bauzeitlichen Ausstattung der Kirche gehören außerdem das Chor- und Laiengestühl, die Kommunionbank, die Oratoriengitter, die Beichtstühle, die Kirchentüren sowie der Taufstein und die Ölberggruppe im Vorzeichen.
- Zahlreiche Skulpturen wurden vom Vorgängerbau in die heutige Kirche übernommen. Dazu gehören die um 1695 entstandenen Figuren der zwölf Apostel, die Figur des Johannes des Täufers aus der gleichen Zeit sowie die Figuren der heiligen Anna und des heiligen Joachim im Chor, die um 1710 datiert werden.
- Das älteste Ausstattungsstück der Kirche ist die farbig gefasste, gotische Madonna mit Kind auf der Mensa des nördlichen Seitenaltars, die aus dem zweiten Viertel des 15. Jahrhunderts stammt.
- Die Sakristei besitzt noch das von Anton Fichtner geschaffene, mit der Jahreszahl 1767 bezeichnete Mobiliar. Es ist eines der seltenen erhaltenen Beispiele einer Sakristeieinrichtung im Stil des Spätrokoko.

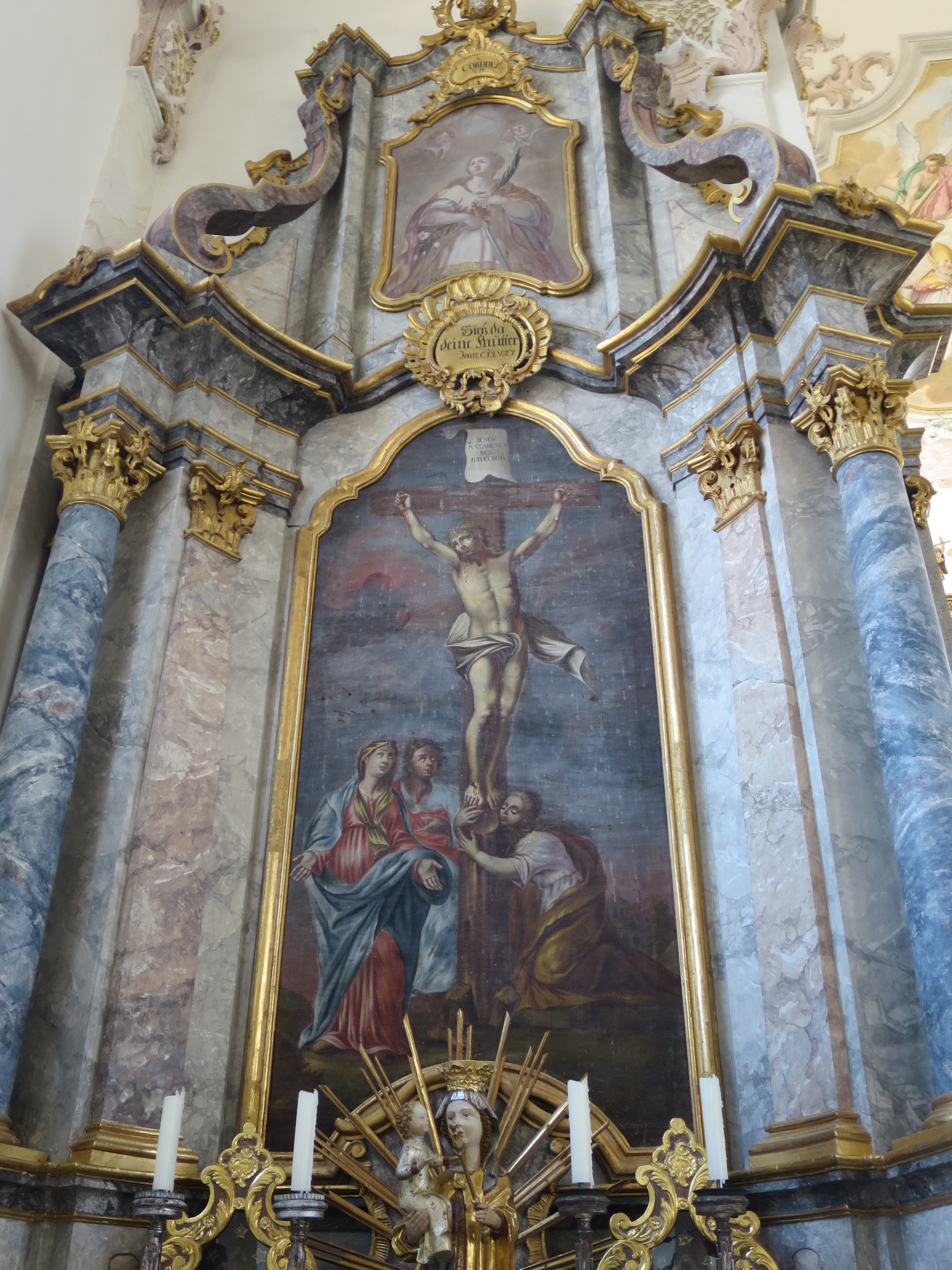
Linker Seitenaltar
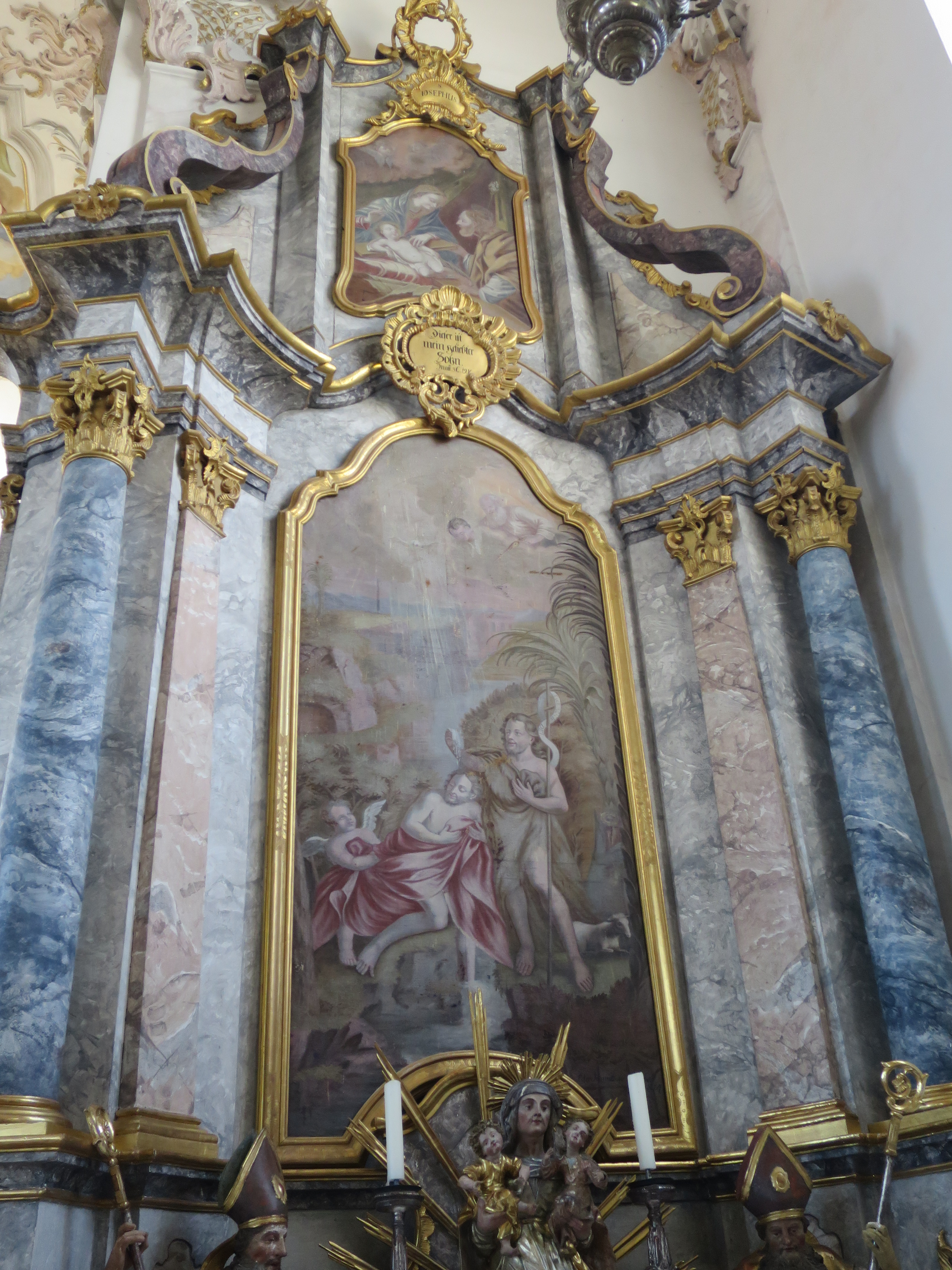
Rechter Seitenaltar
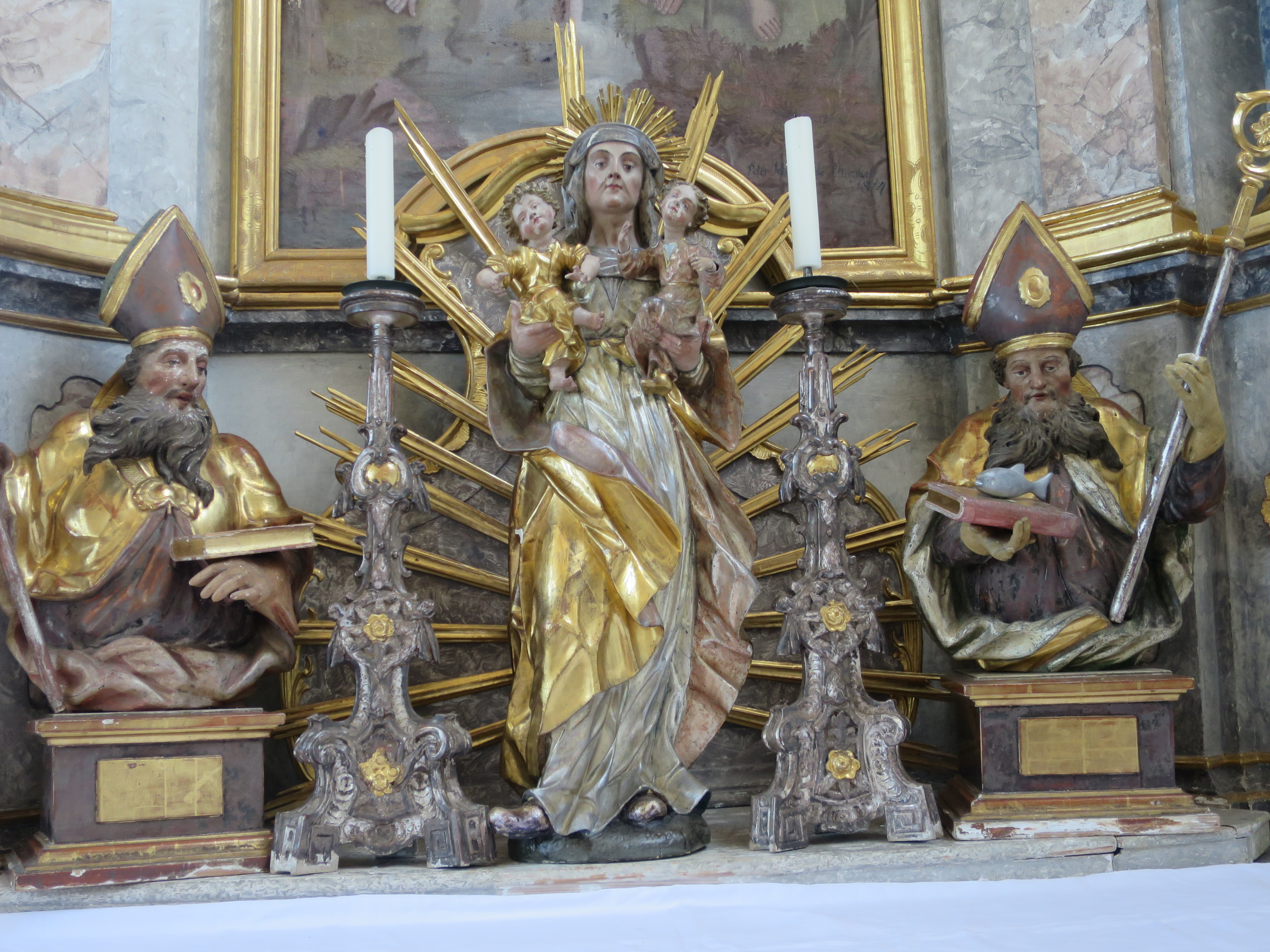
Anna selbdritt, Halbfiguren von Bischöfen
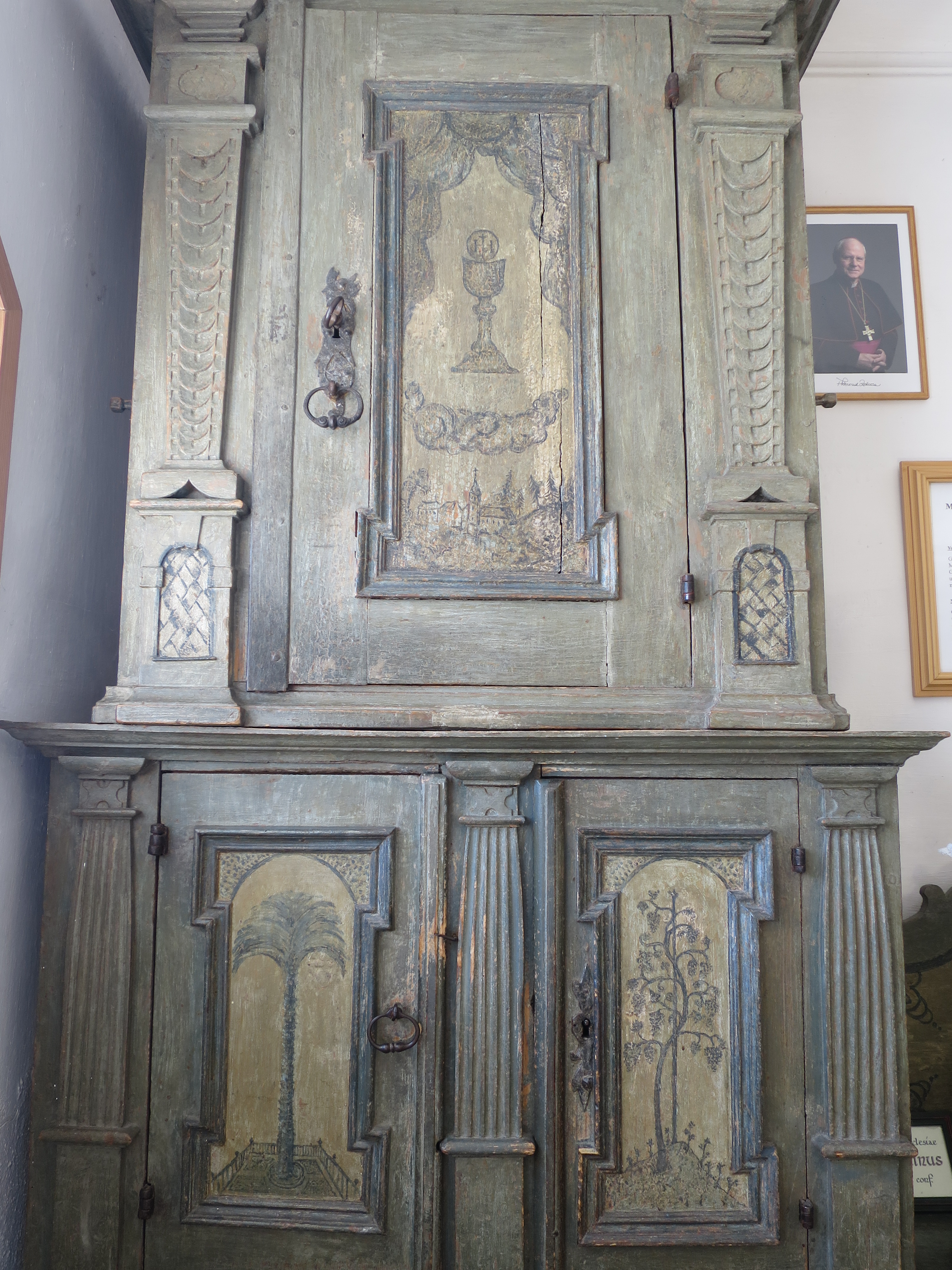
Sakristeischrank